# Joan Lino Martínez
Joan Lino Martínez Armenteros (L'Avana, 11 gennaio 1978) è un ex lunghista e velocista cubano naturalizzato spagnolo.

## Palmarès

### Giochi olimpici
- 1 medaglia:
  - 1 bronzo (Atene 2004 nel salto in lungo[1])

### Europei indoor
- 1 medaglia:
  - 1 oro (Madrid 2005 nel salto in lungo[1])

### Campionati ibero-americani
- 3 medaglie:
  - 1 oro (Huelva 2004 nel salto in lungo[1])
  - 1 argento (San Fernando 2010 nel salto in lungo[1])
  - 1 bronzo (Rio de Janeiro 2000 nel salto in lungo[2])

### Giochi centramericani e caraibici
- 1 medaglia:
  - 1 bronzo (Maracaibo 1998 nel salto in lungo[2])